# Calceolària

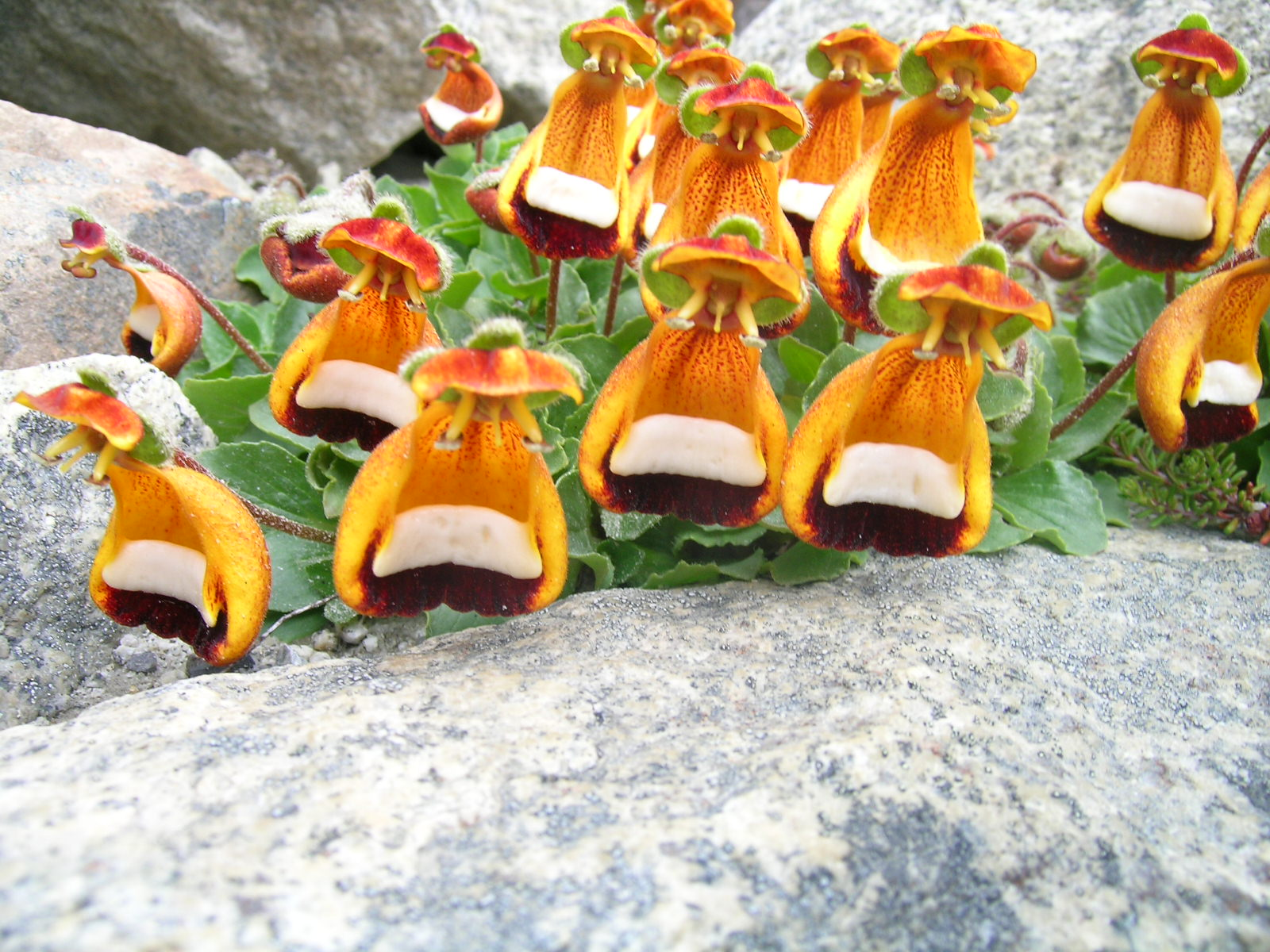
C. uniflora a Torres del Paine, Xile

Calceolària, Calceolaria, o sabatetes de la Mare de Déu és un gènere de plantes amb flors. El gènere consta d'unes 388 espècies d'arbusts, lianes i herbes. Es distribueixen des de la Patagònia a Mèxic central, amb el seu centre de distribució als Andes. Calceolaria en llatí significa 'sabater'.
Les calceolàries tenen flors habitualment grogues o taronja, i poden tenir taques roges o porpra.

## Taxonomia
El gènere Calceolaria conté les següents espècies:
- Calceolaria aconcaguina Phil.
- Calceolaria adenanthera Molau
- Calceolaria adenocalyx Molau
- Calceolaria adscendens, Lindl. 1828
- Calceolaria aiseniana Ehrh.
- Calceolaria ajugoides Kraenzl.
- Calceolaria alata (Pennell) Pennell
- Calceolaria alba Ruiz & Pav.
- Calceolaria albotomentosa Pennell
- Calceolaria amoena Molau
- Calceolaria amplexicaulis
- Calceolaria andina Benth. 1846
- Calceolaria angustiflora Ruiz & Pav.
- Calceolaria angustifolia (Lindl.) Sweet
- Calceolaria anisanthera Pennell
- Calceolaria annua Edwin
- Calceolaria aperta Edwin
- Calceolaria aquatica A.Braun & C.D.Bouché
- Calceolaria arachnoidea Graham
- Calceolaria arbuscula Molau
- Calceolaria argentea Kunth
- Calceolaria ascendens Lindl.
- Calceolaria asperula Phil.
- Calceolaria atahualpae Kraenzl.
- Calceolaria auriculata Phil.
- Calceolaria australis (Molau) Molau
- Calceolaria ballotifolia Kraenzl.
- Calceolaria barbata Molau
- Calceolaria bartsiifolia Wedd.
- Calceolaria belophora Pennell
- Calceolaria bentae Molau
- Calceolaria bicolor Ruiz & Pav.
- Calceolaria bicrenata Ruiz & Pav.
- Calceolaria biflora Lam.
- Calceolaria bogotensis (Pennell) Pennell
- Calceolaria boliviana (Britton ex Rusby) Pennell
- Calceolaria borsinii Rossow
- Calceolaria brachiata Kraenzl.
- Calceolaria brunellifolia Phil.
- Calceolaria buchtieniana Kraenzl.
- Calceolaria bullata Molau
- Calceolaria caespitosa Molau
- Calceolaria cajabambae Kraenzl.
- Calceolaria calycina Benth.
- Calceolaria campanae Phil.
- Calceolaria cana Cav.
- Calceolaria cataractarum Molau
- Calceolaria cavanillesii Phil.
- Calceolaria chaetostemon Pennell
- Calceolaria chelidonioides Kunth
- Calceolaria chrysosphaera Pennell
- Calceolaria collina Phil.
- Calceolaria colombiana Pennell
- Calceolaria colquepatana Pennell
- Calceolaria commutata Molau
- Calceolaria comosa Pennell
- Calceolaria concava Molau
- Calceolaria connatifolia Pennell
- Calceolaria conocarpa Pennell
- Calceolaria cordifolia Molau
- Calceolaria cordiformis Edwin ex Moldau
- Calceolaria corymbosa Ruiz & Pav.
- Calceolaria crassa Molau
- Calceolaria crenata Lam.
- Calceolaria crenatiflora Cav.
- Calceolaria cumbemayensis Molau
- Calceolaria cuneiformis Ruiz & Pav.
- Calceolaria cypripediiflora Kraenzl.
- Calceolaria darwinii
- Calceolaria deflexa Ruiz & Pav.
- Calceolaria densiflora Molau
- Calceolaria densifolia Phil.
- Calceolaria dentata Ruiz & Pav.
- Calceolaria dentifolia Edwin
- Calceolaria dichotoma Lam.
- Calceolaria dilatata Benth.
- Calceolaria discotheca Molau
- Calceolaria divaricata Kunth
- Calceolaria elatior Griseb.
- Calceolaria engleriana Kraenzl.
- Calceolaria ericoides Juss. ex Vahl
- Calceolaria extensa Benth.
- Calceolaria ferruginea Cav.
- Calceolaria filicaulis Clos
- Calceolaria flavovirens C.Ehrh.
- Calceolaria flexuosa Ruiz & Pav.
- Calceolaria flosparva Edwin
- Calceolaria fothergillii Aiton
- Calceolaria frondosa Molau
- Calceolaria fulva Witasek
- Calceolaria fusca Pennell
- Calceolaria gaultherioides Molau
- Calceolaria georgiana Phil.
- Calceolaria germainii Witasek
- Calceolaria glacialis Wedd.
- Calceolaria glandulosa Poepp. ex Benth.
- Calceolaria glauca Ruiz & Pav.
- Calceolaria gossypina Benth.
- Calceolaria grandiflora Pennell
- Calceolaria harlingii Molau
- Calceolaria helianthemoides Kunth
- Calceolaria heterophylla Ruiz & Pav.
- Calceolaria hirsuta Molau
- Calceolaria hirtiflora Pennell
- Calceolaria hispida Benth.
- Calceolaria hypericina Poepp. ex Benth.
- Calceolaria hypoleuca Meyen
- Calceolaria hyssopifolia Kunth
- Calceolaria inamoena Kraenzl.
- Calceolaria inaudita Kraenzl.
- Calceolaria incachacensis Kraenzl.
- Calceolaria incarum Kraenzl.
- Calceolaria inflexa Ruiz & Pav.
- Calceolaria integrifolia L.
- Calceolaria involuta Ruiz & Pav.
- Calceolaria irazuensis Donn.Sm.
- Calceolaria jujuyensis Botta
- Calceolaria juncalensis Kraenzl.
- Calceolaria kraenzliniae Kraenzl.
- Calceolaria laevis Molau
- Calceolaria lagunae-blancae Kraenzl.
- Calceolaria lamiifolia Kunth
- Calceolaria lanata Kunth
- Calceolaria lanigera Phil.
- Calceolaria lasiocalyx Pennell
- Calceolaria latifolia Benth.
- Calceolaria lavandulifolia Kunth
- Calceolaria lehmanniana Kraenzl.
- Calceolaria lepida Phil.
- Calceolaria lepidota Kraenzl.
- Calceolaria leptantha Pennell
- Calceolaria leucanthera Pennell
- Calceolaria linearis Ruiz & Pav.
- Calceolaria llamaensis (Edwin) Molau
- Calceolaria lobata Cav.
- Calceolaria lojensis Pennell
- Calceolaria ludens Kraenzl.
- Calceolaria luteocalyx Edwin
- Calceolaria maculata Edwin
- Calceolaria mandoniana Kraenzl.
- Calceolaria martinezii Kraenzl.
- Calceolaria melissifolia Benth.
- Calceolaria mexicana Benth.
- Calceolaria meyeniana Phil.
- Calceolaria micans Molau
- Calceolaria microbefaria Kraenzl.
- Calceolaria mollissima Walp.
- Calceolaria monantha Kraenzl.
- Calceolaria morisii Walp.
- Calceolaria moyobambae Kraenzl.
- Calceolaria myriophylla Kraenzl.
- Calceolaria neglecta Molau
- Calceolaria nevadensis (Pennell) Standl.
- Calceolaria nitida Colla
- Calceolaria nivalis Kunth
- Calceolaria nudicaulis Benth.
- Calceolaria obliqua Molau
- Calceolaria oblonga Ruiz & Pav.
- Calceolaria obtusa Molau
- Calceolaria odontophylla Molau
- Calceolaria olivacea Molau
- Calceolaria oreophila Molau
- Calceolaria oxapampensis Puppo
- Calceolaria oxyphylla Molau
- Calceolaria pallida Phil.
- Calceolaria paposana Phil.
- Calceolaria paralia Cav.
- Calceolaria parviflora Gillies ex Benth.
- Calceolaria parvifolia Wedd.
- Calceolaria pavonii Benth.
- Calceolaria pedunculata Molau
- Calceolaria penlandii Pennell
- Calceolaria pennellii Descole & Borsini
- Calceolaria percaespitosa Wooden
- Calceolaria perfoliata L.f.
- Calceolaria petioalaris Cav.
- Calceolaria phaceliifolia Edwin
- Calceolaria phaeotricha Molau
- Calceolaria picta Phil.
- Calceolaria pilosa Molau
- Calceolaria pinifolia Cav.
- Calceolaria pinnata L.
- Calceolaria pisacomensis Meyen ex Walp.
- Calceolaria platyzyga Diels
- Calceolaria plectranthifolia Walp.
- Calceolaria poikilanthes Sandwith
- Calceolaria polifolia Hook.
- Calceolaria polyclada Kraenzl.
- Calceolaria polyrhiza Cav.
- Calceolaria procera Pennell
- Calceolaria psammophila Skottsb.
- Calceolaria pulverulenta Ruiz & Pav.
- Calceolaria pumila Edwin
- Calceolaria punicea Ruiz & Pav.
- Calceolaria purpurascens (Kraenzl.) Molau
- Calceolaria purpurea Graham
- Calceolaria quitoensis Pennell
- Calceolaria ramosa Molau
- Calceolaria rariflora Molau
- Calceolaria reichlinii Edwin
- Calceolaria revoluta Pennell
- Calceolaria rhacodes Kraenzl.
- Calceolaria rhododendroides Kraenzl.
- Calceolaria rhombifolia Molau
- Calceolaria rinconada Ehrh.
- Calceolaria rivularis Kraenzl.
- Calceolaria rosmarinifolia Lam.
- Calceolaria rotundifolia Kunth
- Calceolaria rubiginosa Ehrh.
- Calceolaria rufescens Molau
- Calceolaria rugulosa Edwin
- Calceolaria ruiz-lealii Descole & Borsini
- Calceolaria rupestris Molau
- Calceolaria salicifolia Ruiz & Pav.
- Calceolaria santolinoides Kraenzl.
- Calceolaria scabra Ruiz & Pav.
- Calceolaria scapiflora (Ruiz & Pav.) Benth.
- Calceolaria schickendantziana Kraenzl.
- Calceolaria sclerophylla Molau
- Calceolaria segethii Phil.
- Calceolaria semiconnata Pennell
- Calceolaria sericea Pennell
- Calceolaria serrata Lam.
- Calceolaria sessilis Ruiz & Pav.
- Calceolaria sibthorpioides Kunth
- Calceolaria sonchensis Pennell ex Edwin
- Calceolaria soratensis Kraenzl.
- Calceolaria sotarensis Pennell
- Calceolaria sparsiflora Kunze
- Calceolaria spathulata Witasek
- Calceolaria speciosa Pennell
- Calceolaria spruceana Kraenzl.
- Calceolaria stellariifolia Phil.
- Calceolaria stricta Kunth
- Calceolaria talcana J.Grau & C.Ehrh.
- Calceolaria tenella Poepp.
- Calceolaria tenuis Benth.
- Calceolaria ternata Molau
- Calceolaria tetragona Benth.
- Calceolaria teucrioides Griseb.
- Calceolaria thyrsiflora Graham
- Calceolaria tomentosa Ruiz & Pav.
- Calceolaria trichanthera Molau
- Calceolaria triloba Edwin
- Calceolaria trilobata Hemsl.
- Calceolaria tripartita Ruiz & Pav.
- Calceolaria tucumana Descole
- Calceolaria umbellata Wedd.
- Calceolaria undulata Benth.
- Calceolaria uniflora Lam.
- Calceolaria urticifolia Molau
- Calceolaria utricularioides Hook. ex Benth.
- Calceolaria vaccinioides Kraenzl.
- Calceolaria valdiviana Phil.
- Calceolaria variifolia Edwin
- Calceolaria velutina Pennell
- Calceolaria velutinoides Edwin
- Calceolaria verbascifolia Phil.
- Calceolaria virgata Ruiz & Pav.
- Calceolaria viscosa Ruiz & Pav.
- Calceolaria viscosissima (Hook.) Lindl.
- Calceolaria volckmannii Phil.
- Calceolaria vulpina Kraenzl.
- Calceolaria weberbaueriana Kraenzl.
- Calceolaria werdermannii Kraenzl.
- Calceolaria williamsii Phil.
- Calceolaria zamorana Molau